# Heraclitus
Heraclitus (tiếng Hy Lạp: Ἡράκλειτος - Herákleitos, phiên âm tiếng Việt (từ tiếng Pháp): Hê-ra-clit (Héraclite); khoảng 535 TCN – 475 TCN) xuất thân trong một gia đình quý tộc ở Ionia nhưng ông sống một cuộc đời rất nghèo khổ và cô độc. Về cơ bản, ông là một nhà triết học duy vật và được coi là ông tổ của phép biện chứng. Những tư tưởng biện chứng của ông rất sâu sắc, tuy vậy cách thức thể hiện lại rất phức tạp và khó hiểu vì vậy ông thường được gọi là nhà triết học tối nghĩa. Hiện nay, tài liệu của ông chỉ còn khoảng 130 đoạn bàn về tự nhiên.

## Tư tưởng duy vật về tự nhiên
Trong khi Thales cho rằng bản nguyên của thế giới là nước thì Heraclitus lại cho rằng lửa là nguồn gốc sinh ra tất thảy mọi vật: "Mọi cái biến đổi thành lửa và lửa biến thành mọi cái tựa như trao đổi vàng thành hàng hóa và hàng hóa thành vàng". " Lửa sống nhờ đất chết, không khí sống nhờ lửa chết, nước sống nhờ không khí chết, đất sống nhờ nước chết".
Heraclitus cho rằng, vũ trụ không do ai sáng tạo ra, luôn luôn là lửa, sống động, vĩnh cửu, bùng cháy theo những quy luật của mình: "Thế giới này chỉ là một đối với mọi cái. Không do một thần thánh hay một người nào đó sáng tạo ra nó, nhưng nó mãi mãi đã, đang và sẽ là ngọn lửa vĩnh cửu, như là độ đo của những cái đang rực cháy, và mức độ của những cái đang lụi tàn".
Theo Heraclitus, sự phát sinh ra vũ trụ từ lửa là con "đường đi xuống", đồng thời cũng là sự "thiếu hụt lửa". Và, vũ trụ xét về tổng thể là cái đơn nhất nhưng cái đơn nhất đó là tổng thể của sự thống nhất của vạn vật, trong vũ trụ đơn lẻ này những sự vật hiện tượng nội tại nó tự biến đổi đa dạng, vận động chuyển hóa sang mức độ khác nhau, mà tất cả cơ sở của sự biến đổi ấy là lửa.
Theo Heraclitus, "lửa bao quát tất cả và phân xử tất cả". Hỏa hoạn của vũ trụ cũng đồng thời là tòa án của vũ trụ. Theo đó, hỏa hoạn vũ trụ không chỉ là một sự kiện vật lý đơn thuần mà còn là một hành vi "đạo đức". Bản thân vũ trụ không phải do chúa trời hay một lực lượng siêu nhiên nào tạo ra mà chính là lửa.
Ngọn lửa trong quan niệm của Heraclitus mang tính vật chất là sự so sánh trực quan cảm tính với logos trừu tượng – cái được dùng để chỉ bản chất lôgic – lý tính của tồn tại và quy định trật tự, như là "độ" của mọi quá trình. Do vậy, ngọn lửa mang tính vật chất của Heraclitus là "có lý tính" có liên quan tới logos là "ngọn lửa có lý tính". Ngọn lửa của Hêraclit thể hiện tính cơ động và tính tích cực của tồn tại, đồng thời cũng thể hiện bản chất ổn định và trật tự bất biến của thế giới, bản chất mang tính vật chất.
Nếu như Thales coi nước là khởi nguyên của thế giới với tư cách là một thực thể sinh ra mọi vật thì Heraclitus đã hiểu khởi nguyên theo nghĩa độ cao hơn, coi lửa không chỉ là thực thể sản sinh ra mọi vật, mà còn là khởi tổ thống trị toàn thế giới. Lửa đó sản sinh ra không chỉ các sự vật vật chất, mà cả những hiện tượng tinh thần, kể cả linh hồn con người.
Với quan niệm coi toàn bộ vũ trụ như một ngọn lửa bất diệt, thế giới này là lửa thì ông đã tiếp cận được những quan niệm duy vật và nhấn mạnh tính bất diệt và vĩnh viễn của thế giới. Ông đã thể hiện những tư tưởng đầu tiên về sự thống nhất vật chất của thế giới khi coi lửa là bản nguyên của tất thảy mọi vật.
Đánh giá quan niệm này của Hêraclit, Lênin coi đó là "một sự trình bày rất hay những nguyên lý của chủ nghĩa duy vật biện chứng".
Tuy nhiên, có thể thấy rằng quan niệm duy vật của ông còn rất mộc mạc, thô sơ. Bởi nó xuất phát từ việc ông chỉ dựa vào quan sát thực nghiệm để kết luận, khi quan sát Heraclitus đã nhận thấy vai trò rất to lớn của lửa đối với đời sống của con người và cũng do ảnh hưởng của thần thoại Hy Lạp (nhưng ông có cách giải thích ngược lại với thần thoại).
Tuy vậy thì quan niệm đó đã góp phần chống lại những tư tưởng mang tính chất tôn giáo thời bấy giờ. Nó cũng khẳng định quá trình nghiên cứu tư tưởng không thể không dựa vào việc tìm hiểu nguyên nhân từ thực tiễn cũng như cơ sở và nguồn gốc của tư tưởng từ thực tiễn.

## Tư tưởng về sự vận động biến đổi của sự vật (dòng chảy phổ biến)
Dưới con mắt của Heraclitus, mọi sự vật trong thế giới của chúng ta luôn luôn thay đổi, vận động, phát triển không ngừng. Thế giới như một dòng chảy, cứ trôi đi mãi. Từ đó, ông đưa ra luận điểm nổi tiếng: "Không ai có thể tắm hai lần trên cùng một dòng sông". Không có gì thường xuyên biến đổi như một dòng sông nhưng cũng không có gì ổn định như dòng sông. Bởi khi nó vận động cũng là khi nó đứng im. Nói cách khác, tính biến đổi của dòng sông không loại trừ sự đứng im, tức là cái mà nhờ đó dòng sông là xác định, ổn định và bất biến.
Ở Heraclitus, không những sông mà cả mặt trời cũng thường xuyên và liên tục đổi mới, cũng như dòng sông, ông cho rằng không có gì ổn định và bất biến hơn mặt trời luôn chiếu sáng.
Heraclitus đã tiếp cận được với những tư tưởng rất cơ bản của phép biện chứng. Ông nói: "trong cùng một dòng sông ấy chúng ta lội xuống và không lội xuống, chúng ta có và không có". Đó chính là những tư tưởng về mối liên hệ phổ biến tất yếu của quy luật thống nhất và đấu tranh giữa các mặt đối lập.

## Logos
Không những sông mà cả mặt trời cũng thường xuyên và liên tục đổi mới, cũng như dòng sông, ông cho rằng không có gì ổn định và bất biến hơn mặt trời luôn chiếu sáng đưa ra chuẩn mực của mọi sự vật đó là logos. Đó là cái chung phổ biến, tính bền vững một mối liên hệ mang tính xuyên suốt của tiến trình thế giới.
Tính khách quan của logos thể hiện ở chỗ, logos được hiểu như là những quy luật bất biến, vĩnh hằng của vũ trụ, là cái mang tính quy luật, là giới hạn hay độ mà các sự vật đang biến đổi phải tuân theo: "logos là cái vĩnh viễn tồn tại... vạn vật ra đời đều dựa vào logos của nó". Heraclitus khẳng định logos là quy luật biến đổi phổ biến của vạn vật trong vũ trụ: sự chuyển của Lửa là đầu tiên thành biển, biển thành đất và thành gió xoáy, đất lại hóa thành biển và tuân theo logos mà trước kia, biển hóa thành đất đã tuân theo.
Bản thân logos là sự thống nhất của những mặt đối lập. Vũ trụ là một thể thống nhất nhưng trong lòng nó luôn diễn ra các cuộc đấu tranh giữa các sự vật, lực lượng đối lập nhau. Những cuộc đấu tranh đó luôn luôn diễn ra trong một sự hài hòa nhất định và bị quy định bởi logos.
Còn khi hiểu logos với tư cách là lời nói, học thuyết thì logos trong quan niệm của Heraclitus mang tính chủ quan. Cái logos nằm ngay trong lời nói, trong công việc, trong hiện tượng cảm nhận. Nó là yếu tố hợp lý tồn tại, là lời nói hợp lý của tự nhiên: "Tuy rằng logos tồn tại vĩnh viễn, ta không hiểu được nó trước lúc nghe thấy nó cũng như lần đầu tiên nghe thấy nó. Nhưng tất cả đều xảy ra theo cái lý ấy và người ta thì giống như những người không biết gì khi phải nói những lời và làm những việc như những lời và việc mà tôi trình bày lúc phân chia mỗi vật theo bản chất và giải thích theo thực chất của vật ấy. Còn những người khác thì họ không biết cái mà họ làm lúc tỉnh, ý như là họ quên cái mà họ làm trong những giấc mơ".
Khi hiểu logos với nghĩa chủ quan, tức là Heraclitus coi logos là chuẩn mực của mọi hoạt động suy nghĩ của con người. Và theo ông, ai tiếp cận được với logos thì người đó càng thông thái.
Logos của tâm hồn con người và logos của thế giới sự vật, là một logos được xem xét trên hai phương diện: thế giới nội tâm của con người, tính chủ quan của nó và cấu trúc bên ngoài của các sự vật. Nếu chúng giống nhau và trùng hợp với nhau, nếu logos chủ quan của "người tốt nhất" một cách nào đó là đồng nhất với logos khách quan của sự vật, thì từ đó suy ra rằng việc nhận thức logos của thế giới bên ngoài là có thể có được bằng con đường tự nhận thức bằng các nỗ lực của bản thân là cái duy nhất tạo thành phẩm giá cá nhân, công lao cá nhân.
Quan niệm của Heraclitus về logos chủ quan một cách cơ động, tức là ông coi một cái sinh động và phát triển nội tại luôn có mối liên hệ khăng khít với logos khách quan, chứ không phải một cách đứng im.
Heraclitus đã tiếp cận được những quan niệm đúng đắn khi cho rằng về nguyên tắc thì logos chủ quan phải phù hợp với logos khách quan. Tức là, những quy luật vận động khách quan của thế giới (là logos) được coi là tiêu chuẩn đánh giá hoạt động tư tưởng, suy nghĩ của con người.

## Quan điểm về con người về nhận thức
Heraclitus đánh giá cao vai trò của các giác quan trong nhận thức các sự vật đơn lẻ – tức là nhận thức cảm tính. Theo ông, nhận thức cảm tính cho phép con người tìm được cái lý. Heraclitus cho rằng nhận thức nghiên cứu vũ trụ, logos phải dựa trên cơ sở của cái nhìn và nghe thấy: "tôi thích cái gì mà có thể nhìn thấy được và nghe thấy được" – ông nói. Tuy vậy, nhận thức đó mới chỉ dừng lại ở nhận thức cái bề ngoài và có nhiều hạn chế.
Vì vậy, theo Heraclitus để nhận thức được đầy đủ về sự vật – nhận thức được chân lý cần phải phải có lý trí – tức là nhận thức bằng lý tính. Đó chính là chìa khóa giúp con người nhận thức được về logos. Ông viết: "tư duy có một ý nghĩa vĩ đại và sự thông thái chính là ở chỗ nói lên chân lý, ở chỗ lắng nghe tự nhiên rồi hành động thích hợp với tự nhiên".(10)
Và theo ông, không phải ai cũng hiểu được chân lý – tức là nhận thức được logos ngoại trừ những nhà thông thái. Và những nhà thông thái đó là do họ sống tuân theo logos.
Ông cho rằng linh hồn của mỗi con người là trạng thái quá khứ của lửa. Linh hồn con người gồm hai mặt đó là phần ẩm ướt – tức là thiếu sự hiện diện của lửa thì đó là những người xấu. Còn những người mà linh hồn có nhiều lửa thì đó là người tốt.
Như vậy, theo Heraclitus thì linh hồn mỗi con người đã bao gồm sự thống nhất của hai mặt đối lập – cái ẩm ướt và lửa. Ở người nào càng nhiều yếu tố lửa tức là tâm hồn được khô ráo thì đó là người tốt. Lửa trong tâm hồn là logos của tâm hồn, phần lớn loài người sống theo ý của riêng mình không tuân theo logos vì vậy họ là những người tầm thường.
Khi coi linh hồn của con người cũng là cái được sinh ra từ một thực thể vật lý là lửa và cũng là vạn vật trong vũ trụ, trong nó không có một đặc trưng nào của cái siêu tự nhiên mà chỉ mối quan hệ với các yếu tố vật chất, nó là sản phẩm biến đổi huyền diệu của lửa và do vậy là cái quy định mọi hành vi của thể xác và luôn có khát vọng vượt ra khỏi thể xác.